# كارين تايلور
كارين تايلور (بالإنجليزية: Karin Taylor)‏ هي عارضة أمريكية، ولدت في 28 نوفمبر 1971 في كينغستون في جامايكا.

## وصلات خارجية
- الموقع الرسمي
- كارين تايلور على موقع IMDb (الإنجليزية)
- كارين تايلور على موقع قاعدة بيانات الفيلم (الإنجليزية)